# Sinagoga de Subotica
La Sinagoga de Subotica (en serbio: Суботичка синагога) es una sinagoga notable de estilo Art Nouveau húngaro en Subotica, Serbia. Fue construida entre 1901 y 1902 durante el control del Reino de Hungría (parte de Austria-Hungría), de acuerdo con los planes de Marcell Komor y Dezső Jakab para reemplazar una sinagoga más pequeña y menos elaborada. Es una de las piezas más extraordinarias de la arquitectura religiosa en el estilo art nouveau.
En 1974 la sinagoga fue declarada Monumento de la Cultura, y en 1990 fue designada un monumento cultural de importancia excepcional, y se encuentra protegida por la República de Serbia.